# 德涅斯特河沿岸
德涅斯特河沿岸摩尔达维亚共和国，中文通称德涅斯特河沿岸，簡稱德左，位于德涅斯特河和摩爾多瓦-烏克蘭邊界之间的狭长地带，是俄罗斯军事占领下建立的仆从国。德涅斯特河沿岸只受到作为有限承认国家的阿布哈兹和南奥塞梯的承认，大部分國家都認為德涅斯特河沿岸是摩尔多瓦的一部分。
“德左”分离主义问题与摩尔多瓦历史空间变迁有关。10—11世纪摩尔多瓦所在的土地基本处于基辅罗斯统治下。13—14世纪，达契亚人分化为三支并分别建立瓦拉几亚、摩尔多瓦和特兰西瓦尼亚三个公国。15世纪后，三个公国成为奥斯曼帝国的附属国。1859年，瓦拉几亚公国与摩尔多瓦公国合并，称罗马尼亚，仍隶属奥斯曼帝国。俄国战胜奥斯曼帝国于18世纪末进驻“德左”，1812年，占领摩尔多瓦公国的比萨拉比亚地区。1877年，罗马尼亚宣布独立。1918年1月，比萨拉比亚宣布成立摩尔达维亚民主共和国，3月，与罗马尼亚王国统一。1924年，苏联在“德左”建立摩尔达维亚苏维埃社会主义自治共和国，并纳入乌克兰苏维埃社会主义共和国。1940年，苏联进驻比萨拉比亚后把该地区南端沿黑海的一部分划给乌克兰苏维埃社会主义共和国（摩尔多瓦因此没有黑海出海口），而将其主要部分同“德左”合并，成立摩尔达维亚苏维埃社会主义共和国。1941年—1944年，罗马尼亚短暂夺回比萨拉比亚和“德左”。二战结束后，比萨拉比亚和“德左”再次回归苏联。1990年，摩尔达维亚苏维埃社会主义共和国更名为摩尔多瓦苏维埃社会主义共和国，1991年，更名为摩尔多瓦共和国。
不同的历史发展路径致使“德左”与比萨拉比亚在民族认同、语言文化和政治取向上分歧严重。1990 年在摩尔多瓦民族主义高涨、极右政治力量提出罗马尼亚化和驱逐少数民族等主张的情况下，1990年9月2日，德涅斯特河左岸地区单方面宣布脱离摩尔多瓦苏维埃社会主义共和国獨立，成立德涅斯特河沿岸摩尔达维亚苏维埃社会主义共和国，自称为苏联的加盟共和国，但未得到苏联政府和摩尔多瓦政府的承认。1991年8月25日，德涅斯特河沿岸宣布脱离苏联独立；11月5日，改国名为“德涅斯特河沿岸摩尔达维亚共和国”。1992年5月2日－7月21日，与摩尔多瓦共和国发生德涅斯特河沿岸战争，在斡旋同意停火後從此維持分治的局面。
该地在摩尔多瓦官方编制的行政区划中是“德涅斯特河左岸自治领土单位”，属于“具有特殊法律地位的自治领土单位”。
2022年3月，欧洲委员会议会大会通过决议，将该领土定义为俄罗斯军事占领区。

## 地名
该国位于东欧的一个特定地域，由于该地区处于德涅斯特河（羅馬尼亞語：Nistru），在摩尔多瓦境内的东岸，因此有了“德涅斯特河东岸”这个称谓。

## 历史

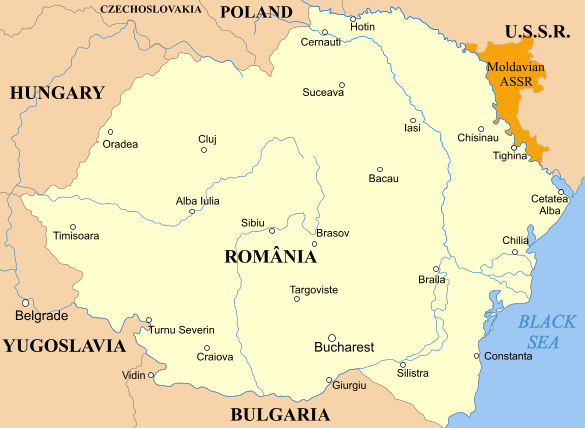
1920年代的德涅斯特河沿岸情况

该地区传统上属于摩尔多瓦。1504年该地区摆脱了奥斯曼帝国的直接统治，成为土耳其保护下自治的摩尔多瓦公国的一部分。1792年，俄罗斯帝国根据《雅西和约》放弃了这块土地。当时，这里的人口绝大多数是摩尔多瓦人／罗马尼亚人，不过也有一部分游牧民族──鞑靼人。
18世纪晚期，俄罗斯人和乌克兰人开始对这里进行殖民活动，作为帝俄扩展边疆活动的一部分。1812年，该地区随同整个比萨拉比亚被土耳其割让给俄国。
十月革命以后，摩尔多瓦本土于1918年宣布独立，旋即并入罗马尼亚，但是该地区留在了乌克兰境内，并以“摩尔达维亚苏维埃社会主义自治共和国”的名义并入乌克兰苏维埃社会主义共和国。当时，罗马尼亚人依然是当地居民的主体，罗马尼亚语学校也照常开设。
1940年，苏联占领了比萨拉比亚地区，将德涅斯特河东岸与北比萨拉比亚合并，成立了摩尔达维亚苏维埃社会主义共和国，苏德战争期间，德国将这一地区归还了罗马尼亚，1944年，苏联重新占领摩尔达维亚，恢复了对这一地区的统治。
在苏联时代，作为苏联民族政策的一部分，德涅斯特河东岸地区上万的罗马尼亚族人被放逐到了西伯利亚和哈萨克斯坦。与此同时，大量的乌克兰人和俄罗斯人迁入了该地区。当时摩尔达维亚苏维埃社会主义共和国的绝大多数工业集中在了德涅斯特河东岸地区，而其他地区的各种经济成分中则是农业占据主导地位。根据1990年公布的数据，德涅斯特河东岸地区贡献了摩尔达维亚苏维埃社会主义共和国GDP总值的40%，和发电量的90%。为了防止这一区域并入罗马尼亚，苏联武装力量第14军自1956年以来一直在此驻防，直至苏联解体。

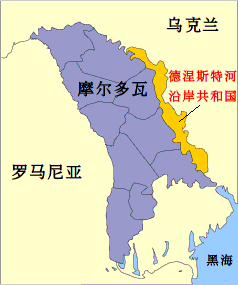
德涅斯特河沿岸摩尔达维亚共和国在摩尔多瓦的位置

1989年，摩尔多瓦人在首府基希讷乌（苏联时期称为“基什尼奥夫”）宣布把摩尔多瓦语（事实上是罗马尼亚语）定为官方语言，并开始准备与罗马尼亚合并。德涅斯特河东岸的斯拉夫人则在1990年9月2日宣布成立“德涅斯特河沿岸摩尔达维亚苏维埃社会主义共和国”，随着苏联的解体而改为「聶斯特河沿岸摩爾達維亞共和國」。随后一场内战在1992年爆发，大约1500人在战争中丧生。最后由于群众的大规模抗议，内战中止。停火协议签署之后，俄罗斯政府遗留下了一支数千人的部队以“维和部队”的名义驻扎在该地区。由于俄罗斯在该地区历史上扮演的角色，这一行动引起了巨大的争议。从此以后，摩尔多瓦政府一直没有在事实上控制过德涅斯特河东岸地区。虽然在1994年摩尔多瓦政府与俄罗斯政府签署了一项协议，规定俄罗斯须撤出它在德涅斯特河东岸地区的所有军队，但俄罗斯国家杜马至今一直没有批准该协议。
2004年持分离主义立场的德涅斯特河斯拉夫族民兵组织开始强行关闭教授罗马尼亚语的学校，一些教师和反对这一行动的家长被逮捕。摩尔多瓦政府决定对德涅斯特河东岸当局实行制裁以达到孤立该政权的目的。出于报复，德涅斯特河东岸当局也采取了行动来间接打击脆弱的摩尔多瓦经济。由于在苏联时期摩尔多瓦的绝大多数发电设施都建在德涅斯特河东岸地区，摩尔多瓦的其他地区常常受到断电的威胁。歐洲安全與合作組織和他们的首席谈判代表，保加利亚前总统斯托扬诺夫为缓解这一地区的紧张局势进行了斡旋。
2006年的全民公投，97%的选票支持该地区独立并在未来加入俄罗斯联邦，94%的选民反对放弃独立成为摩尔多瓦的一部分。2007年亲摩尔多瓦当局的反对党社会民主党得以成立，其党魁安德烈·萨佛诺夫参加了总统选举失败。2011年“复兴”运动领袖叶夫根尼·舍夫丘克以73.88%的得票率获胜，当选总统。
2014年3月俄罗斯吞并克里米亚后，德涅斯特河沿岸议会负责人，时任德涅斯特河沿岸摩尔达维亚共和国最高苏维埃主席米哈伊尔·博拉向俄罗斯国家杜马（国会下议院）主席谢尔盖·纳雷什金提出了请求，要求加入俄罗斯联邦。2014年12月5日，俄罗斯向德涅斯特河沿岸共和国派遣了60辆卡车，称装载着“人道主义”援助物资。
2017年11月6日，德涅斯特河沿岸摩尔达维亚共和国领导人瓦迪姆·克拉斯诺谢利斯基在俄罗斯TSV电视台节目中表示，德涅斯特河沿岸共和国政府需要俄罗斯的贷款来进行改革。11月底，德涅斯特河沿岸问题新一轮“5+2”模式谈判在维也纳举行。基希讷乌与蒂拉斯波尔作为冲突方参加谈判，俄罗斯、乌克兰和欧安组织作为调解方，欧盟和美国则作为观察方出席。会上达成《维亚纳议定书》，其中包括，各方计划2月底前商定德涅斯特河沿岸公路加入国际道路网络的相关机制。未获承认的德涅斯特河沿岸摩尔达维亚共和国领导人瓦迪姆·克拉斯诺谢利斯基在3月1日在宾杰里表示，俄罗斯在解决德涅斯特河沿岸问题过程中予以了全力支持。
在俄羅斯全面入侵烏克蘭期間的2022年4月22日，俄罗斯中央军区副司令鲁斯塔姆·明涅卡耶夫（俄語：Рустам Миннекаев）在会议上表示，俄军在乌克兰的“第二阶段军事行动”战略目标为完全控制顿巴斯地区和乌克兰南部，以打通一条顿巴斯连接克里米亚半岛及德涅斯特河沿岸的走廊。3天后，位于蒂拉斯波爾的德涅斯特河沿岸政府国家安全部大楼和俄罗斯联邦安全局分支机构遭火箭推进榴弹多次轰炸，隔日格里戈里奥波尔的一座大功率广播发射台也遭到袭击。乌克兰国防部情报总局称这是俄军在摩尔多瓦领土发起的假旗行动，将袭击嫁祸给乌克兰政府；俄方和瓦季姆·克拉斯诺谢利斯基则指责乌克兰试图将德涅斯特河沿岸拖入战争。

## 政治

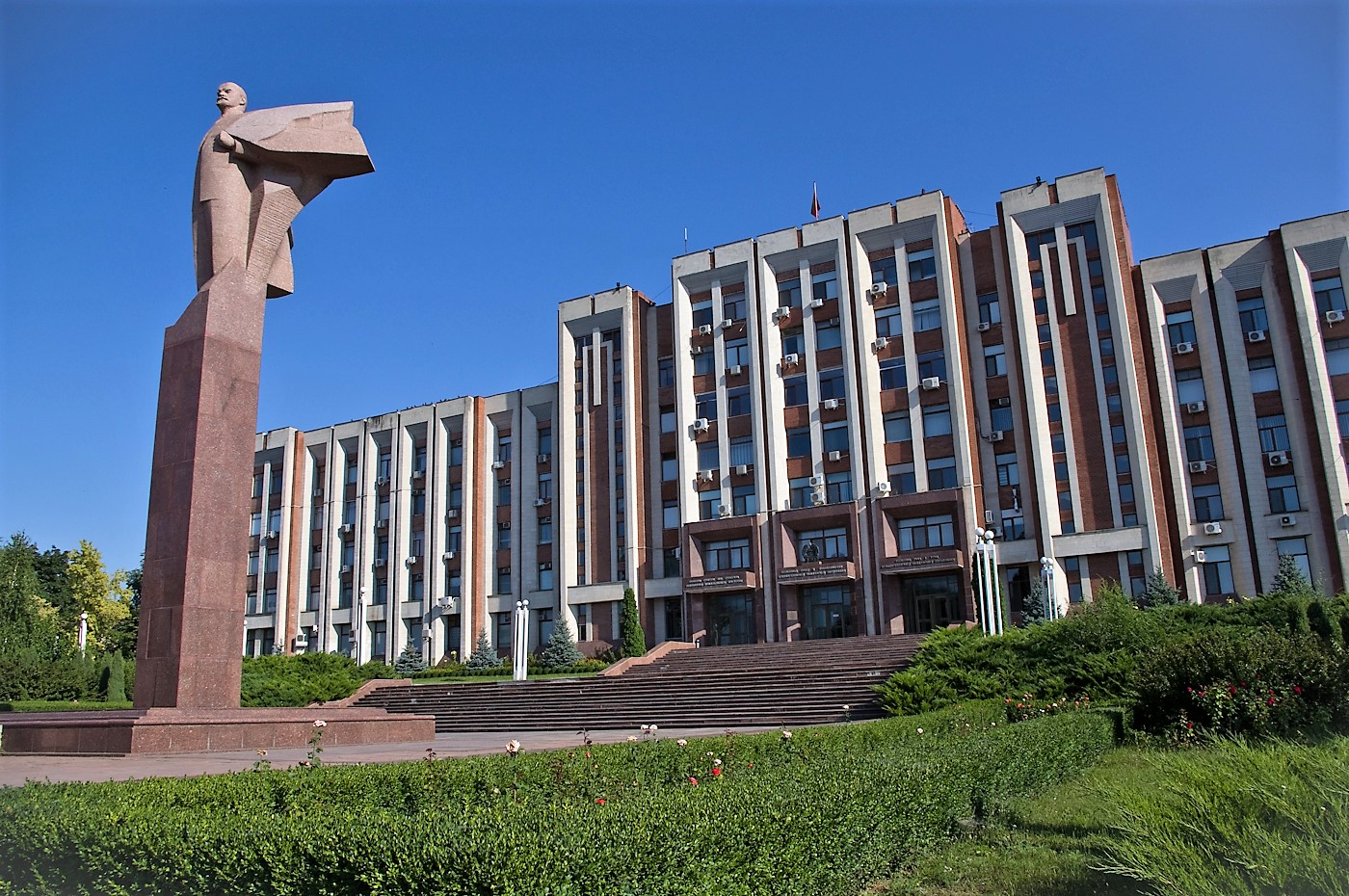
蒂拉斯波尔的德涅斯特河沿岸最高苏维埃大楼，前面是列宁像

胜利旗是苏联卫国战争官方的胜利象征，并被俄羅斯聯邦及德涅斯特河沿岸共和國认作国家遗产。

德涅斯特河沿岸有多党制和一院制议会最高议会。立法机构有多个单一选区选举产生的43人组成。总统由5年一度的公投选举产生。
伊戈尔·斯米尔诺夫自1990年独立以来连任四届德涅斯特河沿岸总统。他也在2011年参与民主竞选，但是在第一轮就被击败。
德涅斯特河沿岸最高苏维埃的大部分席位属于复兴党，2005年该党击败了伊格尔·斯米尔诺夫领导的共和国党，并在2010年选举获得更多席位。复兴党领袖兼任领导人叶夫根尼·舍夫丘克赢得2011年总统大选。
反对派权力归人民党和权力归人民运动在2000年初就被取缔，而且最终解散。
欧盟发出的一份名单禁止一些德涅斯特河沿岸领导人去欧盟国家旅行。
2007年，社会民主党被允许注册。该党由前分离运动领导者、宣扬与摩尔多瓦建立自由结合关系的德涅斯特河沿岸政府领导人安德烈·萨佛诺夫领导。
2007年9月，德涅斯特河沿岸的共产党领导人奥列格·赫尔扬因为组织未经许可的抗议活动被判刑一年半。
根据德涅斯特河沿岸政府进行的2006年公投，97.2%投票选择“从摩尔多瓦独立并于俄罗斯自由联合”。欧盟和其他西方勢力陣營国家拒绝承认公投结果。

### 行政区划

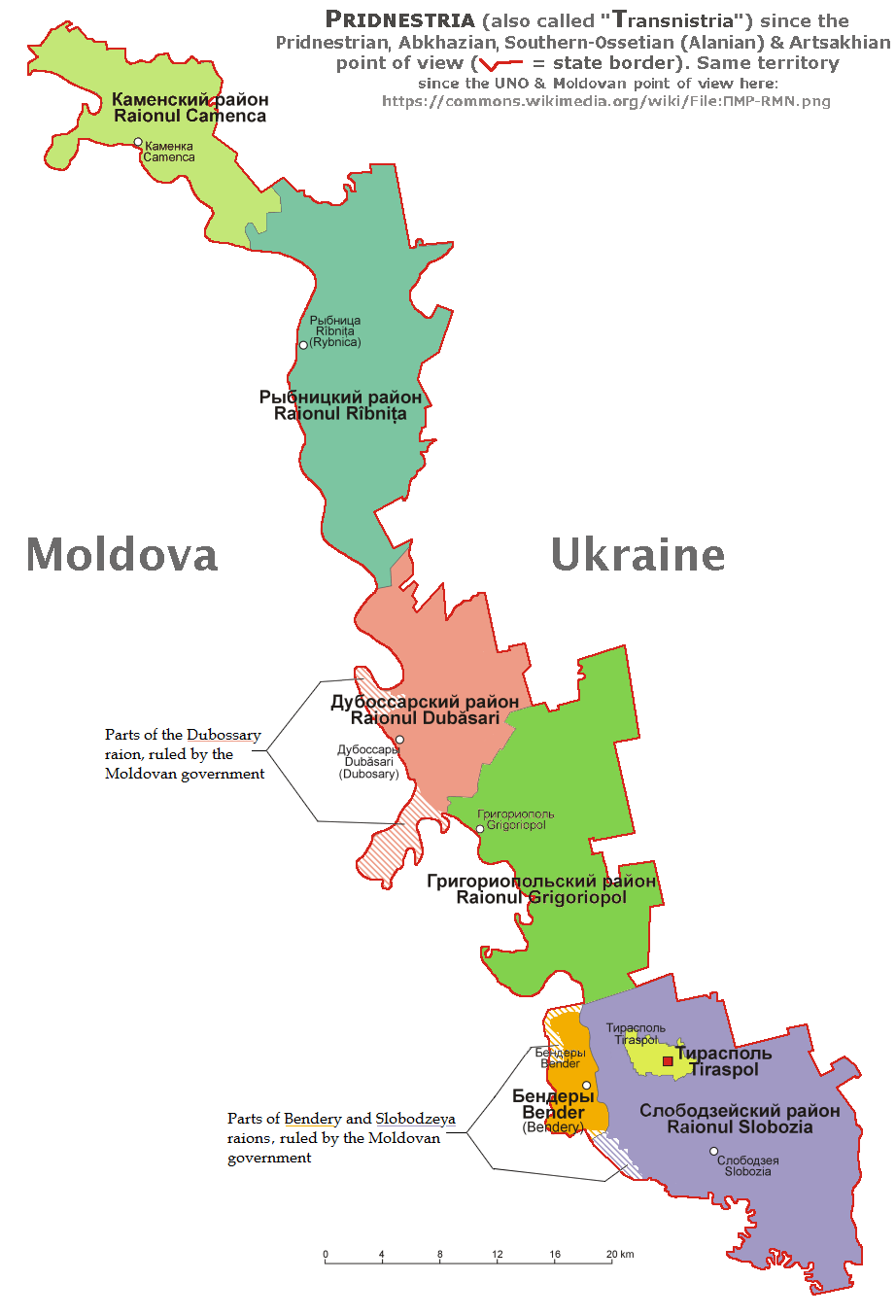
德涅斯特河沿岸摩尔达维亚共和国的行政区划

德涅斯特河沿岸摩尔达维亚共和国由5个区和2个直辖市组成。其中，宾杰里市完全位于德涅斯特河右岸，通常被认为其属于被德涅斯特河沿岸摩尔达维亚共和国实际控制的摩尔多瓦共和国中央政府的领土。
1. 蒂拉斯波尔市：（首都和中央政府所在地）
2. 宾杰里市（唯一位于德涅斯特河右岸的自治地区）
3. 卡缅卡区
4. 勒布尼察区
5. 杜伯萨里区
6. 格里戈里奥波尔区
7. 斯洛博齐亚区

### 政治地位
国际上大多都认为这块区域是摩尔多瓦共和国领土的一部分（苏联解体前属于摩尔达维亚苏维埃社会主义共和国）。即使是扶植德左政权的俄罗斯联邦也曾于2012年通过法案承认此地归属摩尔多瓦，但在乌俄战争期间，俄国普京政权又于2023年废除了这一承认。
德涅斯特河沿岸摩尔达维亚共和国被认为是未被普遍承认的主权国家。其政权自认是摩尔达维亚苏维埃社会主义共和国的一个法理上的继承残存国家。德涅斯特河沿岸独立后仍沿用摩尔达维亚苏维埃社会主义共和国国旗，但已经不实行社会主义制度。
即使未有对此地建立實際統治和有效控制，摩尔多瓦政府于2005年7月22日通过了《德涅斯特河左岸地区特殊法律地位基本条款法》，将德涅斯特河东岸部分地区（除了宾杰里和德涅斯特河东岸当局宣称拥有主权却由摩尔多瓦控制的地区）设立为摩尔多瓦共和国的一个特殊的自治区。这部法律的通过没有经过任何与德涅斯特河沿岸当局协商，德涅斯特河沿岸政权方面称之为挑衅并不予理睬。

## 人口
当地人口555,000人（2009年）。90%人口拥有未获承认的德涅斯特河沿岸国籍。德涅斯特河沿岸人有双重或三重国籍。包括：
- 摩尔多瓦国籍[36]——有300,000人（包括俄罗斯（20,000人[37]）或欧盟成员国（80%）罗马尼亚[38][39]、保加利亚、捷克双重国籍）。
- 俄罗斯国籍——有150,000人（包括15,000人有白俄罗斯、以色列、土耳其双重国籍）；不含俄罗斯及罗马尼亚双重国籍者（20,000人）。
- 乌克兰国籍——有100,000人[40]。20,000－30,000人有双重国籍（摩尔多瓦和乌克兰，或俄罗斯与乌克兰）或三重国籍（摩尔多瓦、俄罗斯与乌克兰）。包括许多乌克兰公民[41]。
- 无国籍——有20,000－30,000人。

## 外交

德涅斯特河沿岸的建交地图

德涅斯特河沿岸摩尔达维亚共和国目前仅获得阿布哈兹和南奥塞梯一共2个非联合国会员国的承认。但与俄罗斯联邦保持密切的特殊国家关系。德涅斯特河沿岸一直以来与乌克兰及摩尔多瓦之间举行关于解决德涅斯特河沿岸问题有关会谈和讨论。
德涅斯特河沿岸建交国列表
| 國家     | 承認日期       | 注釋              |
| -------- | -------------- | ----------------- |
| 阿布哈茲 | 2006年11月17日 | 2007年9月26日建交 |
| 南奥塞梯 | 2006年11月17日 | 2007年9月26日建交 |

#### 联合国决议A / 72 / L.58
2018年6月22日，摩尔多瓦共和国提交了一项联合国决议，呼吁“完全无条件撤离包括德涅斯特河沿岸的摩尔多瓦共和国领土的外国军事力量”。该决议获得通过。
| 赞成（64） | 弃权（83） | 反对（15） | 缺席（31） |
| --- | --- | --- | --- |
| \| 阿尔巴尼亚 · 安道尔 · 奥地利 · 巴哈马 · 比利时 · 保加利亚 · 加拿大 · 賽普勒斯 · 捷克 · 丹麦 · 薩爾瓦多 · 爱沙尼亚 · 芬兰 · 法國 · 德国 · 匈牙利 · 冰島 · 愛爾蘭 · 牙买加 · 日本 · 拉脫維亞 · 列支敦斯登 · 立陶宛 · 盧森堡 · 北馬其頓 · 馬爾地夫 · 馬爾他 · 马绍尔群岛 · 密克羅尼西亞聯邦 · 摩納哥 · 摩尔多瓦 · 蒙特內哥羅 · 荷蘭 · 新西兰 · 波蘭 · 葡萄牙 · 萨摩亚 · 圣马力诺 · 沙烏地阿拉伯 · 斯洛伐克 · 斯洛維尼亞 · 西班牙 · 瑞典 · 瑞士 · 土耳其 · 乌克兰 · 英国 · 美国 · \| | 阿尔及利亚 · 安哥拉 · 安地卡及巴布達 · 阿根廷 · 巴林 · 不丹 · 巴西 · 布吉納法索 · 喀麦隆 · 中非 · 智利 · 中國 · 哥伦比亚 · 埃及 · 赤道几内亚 · 衣索比亞 · 斐济 · 几内亚 · 印度 · 印度尼西亞 · 伊拉克 · 以色列 · 约旦 · 基里巴斯 · 科威特 · 利比里亚 · 马达加斯加 · 马拉维 · 马来西亚 · 墨西哥 · 蒙古国 · 摩洛哥 · 纳米比亚 · 瑙鲁 · 尼泊尔 · 奈及利亞 · 阿曼 · 巴基斯坦 · 巴拉圭 · 秘魯 · 菲律賓 · 卢旺达 · 圣卢西亚 · 聖多美和普林西比 · 塞内加尔 · 塞舌尔 · 新加坡 · 南非 · 斯里蘭卡 · 苏里南 · 泰國 · 多哥 · 千里達及托巴哥 · 突尼西亞 · 阿联酋 · 乌拉圭 · 越南 | 亞美尼亞 · 白俄羅斯 · 玻利维亚 · 古巴 · 伊朗 · 緬甸 · 尼加拉瓜 · 俄羅斯 · 南蘇丹 · 苏丹 · 叙利亚 · 委內瑞拉 · 辛巴威 | 阿富汗 · 柬埔寨 · 刚果民主共和国 · 多米尼克 · 加彭 · 格瑞那達 · 海地 · 賴索托 · 利比亞 · 毛里塔尼亚 · 模里西斯 · 莫桑比克 · 尼日尔 · 帛琉 · 巴拿马 · 刚果共和国 · 圣基茨和尼维斯 · 塞爾維亞 · 所罗门群岛 · 坦桑尼亚 · 东帝汶 · 乌干达 · 葉門 · 尚比亞 |
| 观察员国家： 聖座、 巴勒斯坦 | | | |
| 阿尔巴尼亚 · 安道尔 · 奥地利 · 巴哈马 · 比利时 · 保加利亚 · 加拿大 · 賽普勒斯 · 捷克 · 丹麦 · 薩爾瓦多 · 爱沙尼亚 · 芬兰 · 法國 · 德国 · 匈牙利 · 冰島 · 愛爾蘭 · 牙买加 · 日本 · 拉脫維亞 · 列支敦斯登 · 立陶宛 · 盧森堡 · 北馬其頓 · 馬爾地夫 · 馬爾他 · 马绍尔群岛 · 密克羅尼西亞聯邦 · 摩納哥 · 摩尔多瓦 · 蒙特內哥羅 · 荷蘭 · 新西兰 · 波蘭 · 葡萄牙 · 萨摩亚 · 圣马力诺 · 沙烏地阿拉伯 · 斯洛伐克 · 斯洛維尼亞 · 西班牙 · 瑞典 · 瑞士 · 土耳其 · 乌克兰 · 英国 · 美国 ·       | | | |

### 保持特殊关系的国家
| 主權國家 | 有關條目                                    | 注釋                                                     |
| -------- | ------------------------------------------- | -------------------------------------------------------- |
| 俄羅斯   | 摩爾多瓦和俄羅斯關係                        | 在此区域驻军支持分离主义武装分子，但尚没有与该国正式建交 |
| 摩尔多瓦 | 摩爾多瓦－德涅斯特河沿岸關係                | 视为其领土的一部分，不承认其主权地位                     |
| 乌克兰   | 摩爾多瓦和烏克蘭關係 德涅斯特河沿岸海關爭議 | 视为摩尔多瓦共和国的领土，不承认其主权地位               |

## 经济
该地区2004年的GDP总值为4.2亿美元，人均662美元（按当年汇率计算）。从这个数值上看，德涅斯特河东岸地区虽然略富於摩尔多瓦其他地区，但仍是欧洲最穷的地区之一。此致德涅斯特河沿岸成為了歐洲的罪惡溫床，不論是軍火走私或漏稅洗錢均在當地活躍。德涅斯特河沿岸共和国是首个使用塑料硬币的国家。德涅斯特河沿岸摩尔达维亚共和国总统瓦迪姆·克拉斯諾謝利斯基请求莫斯科帮助削减该共和国高昂的国家支出。预计10日德涅斯特河沿岸摩尔达维亚共和国总理亚历山大·弗拉基米罗维奇·马丁诺夫访问莫斯科期间将讨论这个问题。此前德涅斯特河沿岸摩尔达维亚共和国财政部长伊琳娜·莫洛卡诺娃向记者表示，政府请求莫斯科提供1.3亿美元的长期贷款。《生意人报》报道，德涅斯特河沿岸摩尔达维亚共和国总统克拉斯诺谢尔斯基在1月23日的信函中请求莫斯科帮助拨款审计支出，审计工作应由俄罗斯公司进行。该信写给俄副总理、俄罗斯和摩尔多瓦政府间委员会共同主席、俄总统驻德涅斯特河沿岸共和国特别代表德米特里·罗戈津。
据报道说，文件已经转交俄财政部审议，将于2017年2月10日抵达莫斯科访问的德涅斯特河沿岸摩尔达维亚共和国总理马丁诺夫可能提出这个问题。
该报援引信函内容称：“不得不承认，经济形势危机和不利因素恶化造成居民生活水準低下。自2000年代初以来国家实际支出从占国内生产总值的38%增加到占50%。我请求在考虑拨款审计并让俄审计公司制定提高国家支出效率建议的问题上给予协助。”
德涅斯特河沿岸摩尔达维亚共和国海关委员会新闻处发布消息称，2017年外贸呈稳步增长态势，出口增长52%，其中对俄出口增长45%。德涅斯特河沿岸共和国海关委员会网站发布初步数据称，2017年共和国外贸额达13亿美元。消息指亦出：“与此同时，进口增长29%，出口增长52%，其中对俄出口增长45%。”
9月28日，在阿布哈兹工商会阿布哈兹工商会主席根納季·格古里亞被授予德涅斯特河沿岸摩尔达维亚共和国“加强国际合作”的勋章。德涅斯特河沿岸摩尔多瓦共和国驻阿布哈兹官方代表处主任库帕尔巴·加里·谢尔盖耶维奇（Kupalba Garry Sergeevich）给阿布哈兹工商会主席该奖章后，根納季·格古里亞表示感谢。在与德涅斯特河沿岸摩尔多瓦共和国驻阿布哈兹官方代表处主任会面时，阿布哈兹工商会第一副主席Adgur Lushba出席。
2015年4月28日，德涅斯特河沿岸共和國發行了紀念衛國戰爭勝利70週年紀念鈔。該紀念鈔採取水印區加蓋的形式，分1盧布和10盧布兩種面值，各發行7,070張，其中2,000冊套裝將作為收藏品出售。紀念鈔右側的蘇俄英勇勳章（背景為聖喬治綬帶）上方刊“偉大勝利70週年”俄文字樣，下方為1945－2015紀念年份。

## 人權
美國“自由之家”声称德涅斯特河沿岸地區為“非自由”的領土，“政治上的不民主”以及“當權者的獨裁”，并宣称該地區的公民的“政治權利和公民自由十分糟糕”。
美國國務院的報告称，在2006年德涅斯特河沿岸摩爾達維亞共和國“政府限制該國的公民權利和投票權利”。據報導，德涅斯特河沿岸當局“繼續使用酷刑及任意逮捕和拘留異見人士”，在德涅斯特河沿岸當局“高度限制言論自由和新聞自由”，“當局通常不允許公民自由集會”，而且本身分離主義明顯的德涅斯特河沿岸當局繼續拒絕接受天主教、基督新教宗教地位和騷擾少數宗教群體相關人士。該地區一直是歐洲販賣人口的重要源頭和集中地，昔日存在大量軍火走私問題，導致治安日益惡化，社會秩序十分動盪，是整個歐洲最不甚安寧的地區之一，不過近年軍火走私問題有所改善。而同性戀和同性婚姻在該國是非法的，男同性戀者和女同性戀者會“受到政府和社會的歧視”。

## 其他

### 电力和航天、军工业发展
德涅斯特對載人太空事業發展做出的貢獻尤為斐然。德涅斯特是蘇聯航天事業的發祥地，為蘇聯在西南部航天事業提供電力等基礎供應，被譽為“蘇聯航空的奶牛”。在前蘇聯時代，德涅斯特河東岸地區是摩爾達維亞蘇維埃社會主義共和國的工業中心，曾貢獻了摩爾達維亞GDP總值的40%和發電量的90%。其地區早期以從事園藝業為主，是蘇聯葡萄酒的主要產地，後大力發展輕工業。值得一提的是，摩爾達維亞雖然在前蘇聯僅佔有前蘇聯的不到0.2%的領土面積，但是摩爾達維亞的農業輸出幾乎佔蘇聯的2.5%(其中酒類輸出佔40%左右)。在電力奇缺的蘇聯時代，該地區更是為整個蘇聯提供了大量的電力供應，使得蘇聯航空等各項科技研究、武器製造順利開展。
苏联解体后至今其发展不佳，目前其占摩尔多瓦GDP之比重已降至10%左右。而其电力出口在俄罗斯的影响下成为对摩尔多瓦之施压手段。摩尔多瓦也寻求借助乌克兰电网来间接从罗马尼亚等地获取电力，这被认为招致俄罗斯对此区域的乌克兰电力设施进行导弹袭击以阻止摩尔多瓦获得足够能源。

### 数位货币
德涅斯特河沿岸摩爾達維亞共和國政府通過一項訊息區塊鏈技術發展的法律，新立法使數位貨幣開採合法化，並為外國投資者提供獎勵，被邀請建立採礦設施的企業家甚至不需要註冊一家當地公司，他們可以利用免關稅的採礦設備進口，不受限制地獲取廉價能源。

### 2019冠狀病毒病疫情
位于摩尔多瓦东部的“德涅斯特河沿岸共和国”是前蘇聯地区中，各个“非正常”政治实体里受到2019冠狀病毒病疫情冲击最严重的地区之一。这个地区的居民由数量相当的摩尔多瓦人、俄罗斯人和乌克兰人组成，通行俄语，也受到俄罗斯支持的分离主义势力主导。在三月份出现第一例新冠病例之后，德涅斯特河沿岸就开始实施严格的管控措施，包括暂停公共交通、大中小学及幼儿园停课等，但疫情依然在当地蔓延开来。到5月19日，该政权实控区的确诊病例已经突破800例。学校停课也让德涅斯特河沿岸遇到了另一重麻烦，由于该政权与摩尔多瓦关系紧张，致使不少技术设备都被搁置在了两地边境，使得开展在线教育的计划也随之停摆；而由于与乌克兰的边境也在疫情爆发后关闭，该政权实控区需要的一批医用物资也卡在了边关无法入境。

## 图集

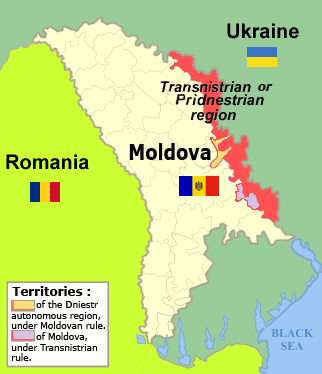
德涅斯特河沿岸、摩尔多瓦、乌克兰的相关位置
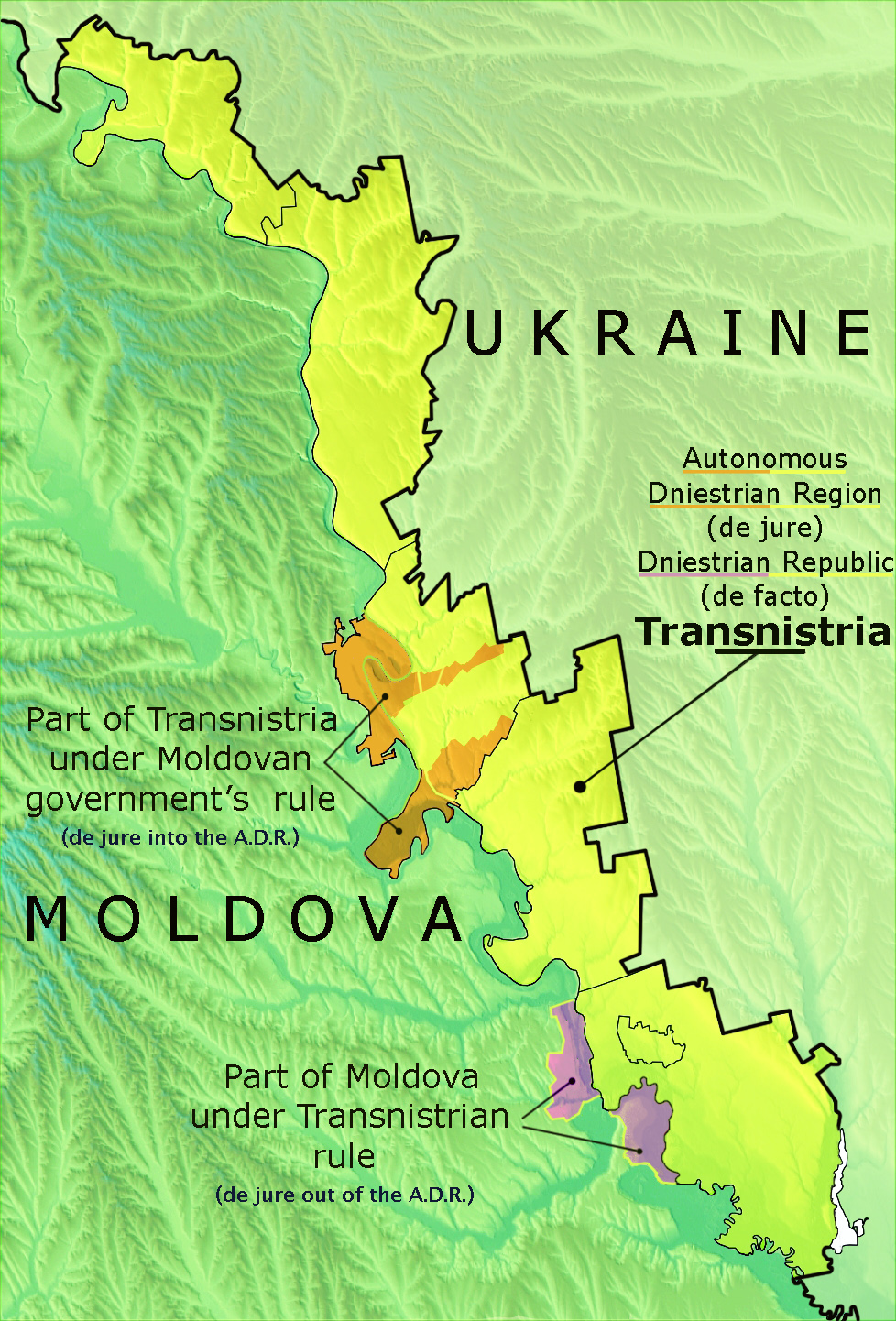
德涅斯特河沿岸的地理位置
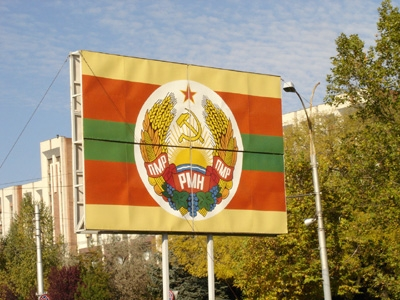
德涅斯特河沿岸的国旗国徽标牌
德涅斯特河沿岸的空军军徽和国籍标志
德涅斯特河沿岸的国防部和军队和警察标志
德涅斯特河沿岸的军队和警察标志
德涅斯特河沿岸摩尔达维亚共和国国境图片
德涅斯特河沿岸国旗和版图
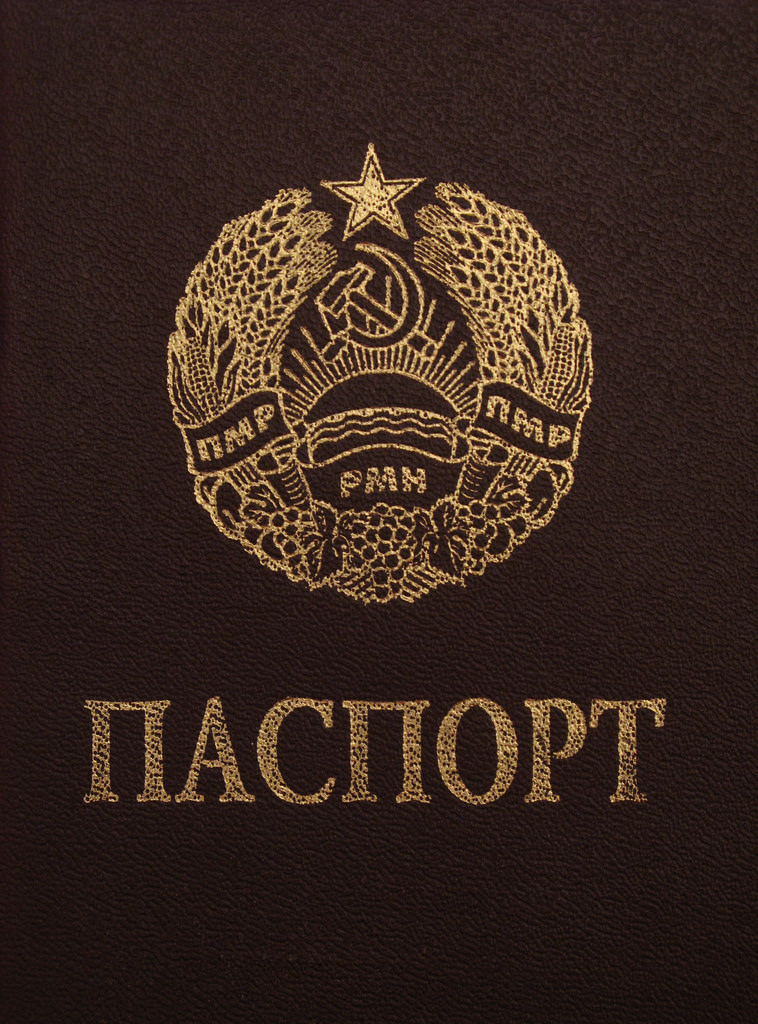
德涅斯特河沿岸摩尔达维亚共和国的护照
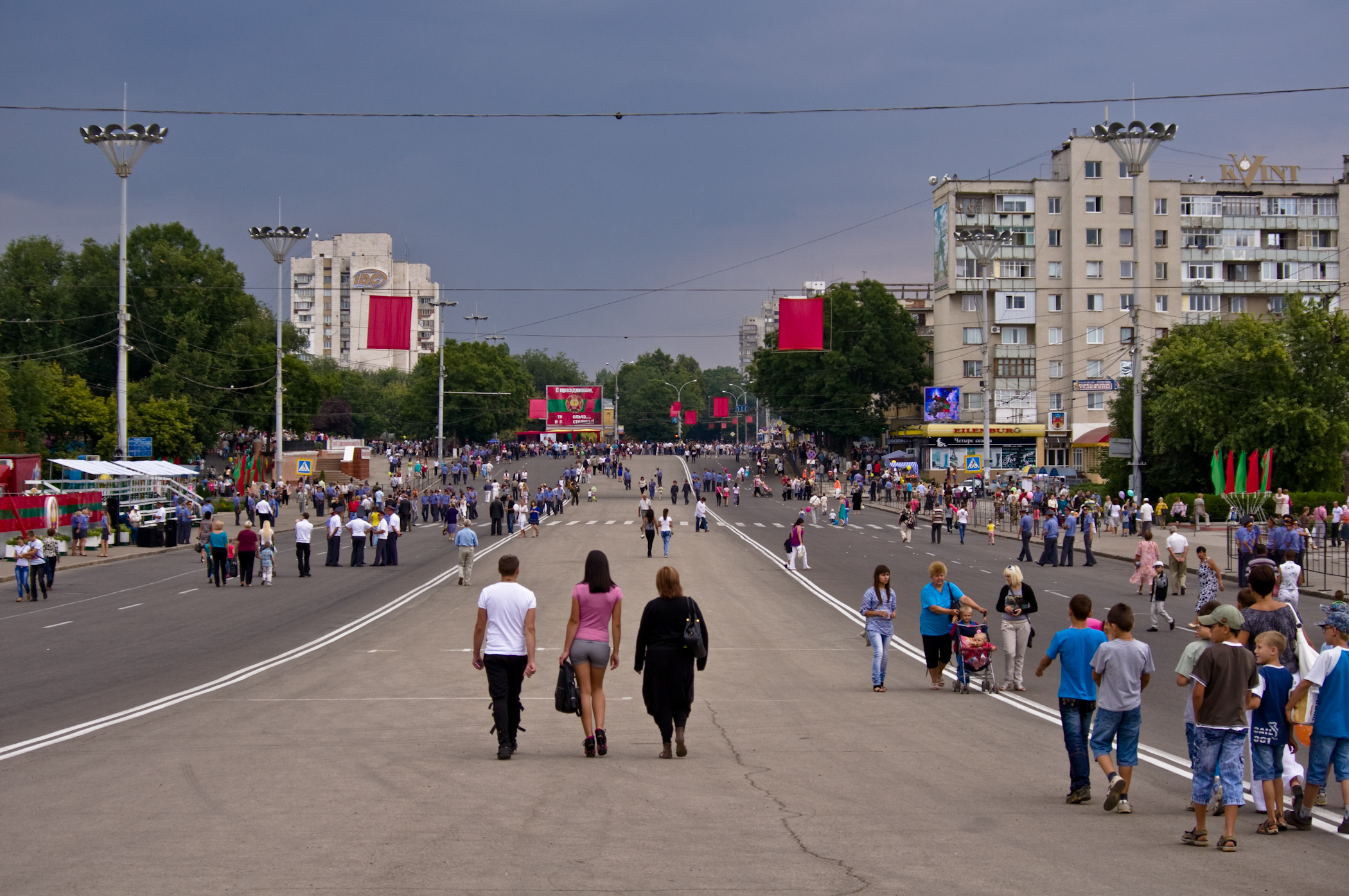
蒂拉斯波尔城区
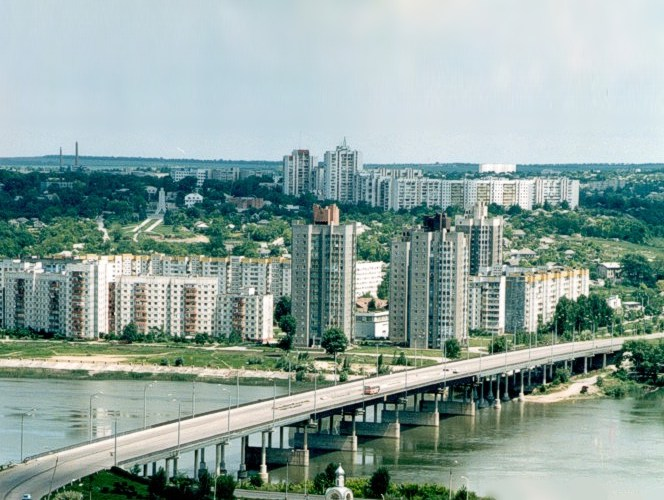
勒布尼察城區
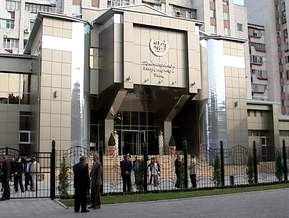
德涅斯特河沿岸央行
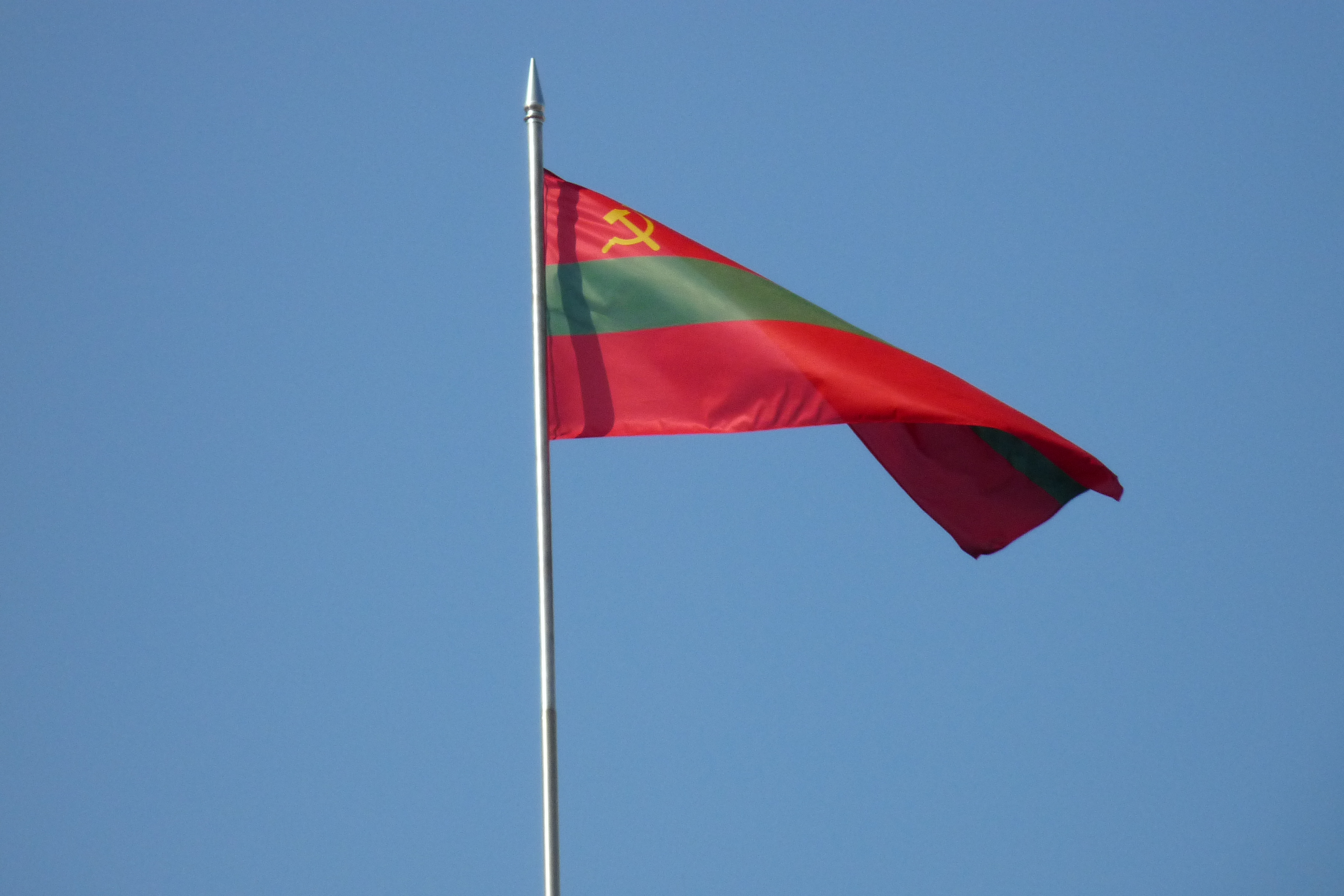
飘扬的德涅斯特河沿岸国旗
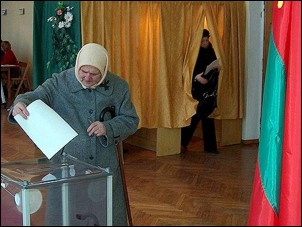
在德涅斯特河沿岸选举投票的选民
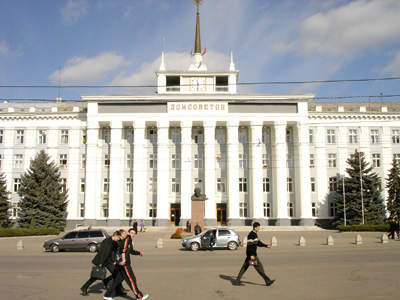
德涅斯特河沿岸总统府
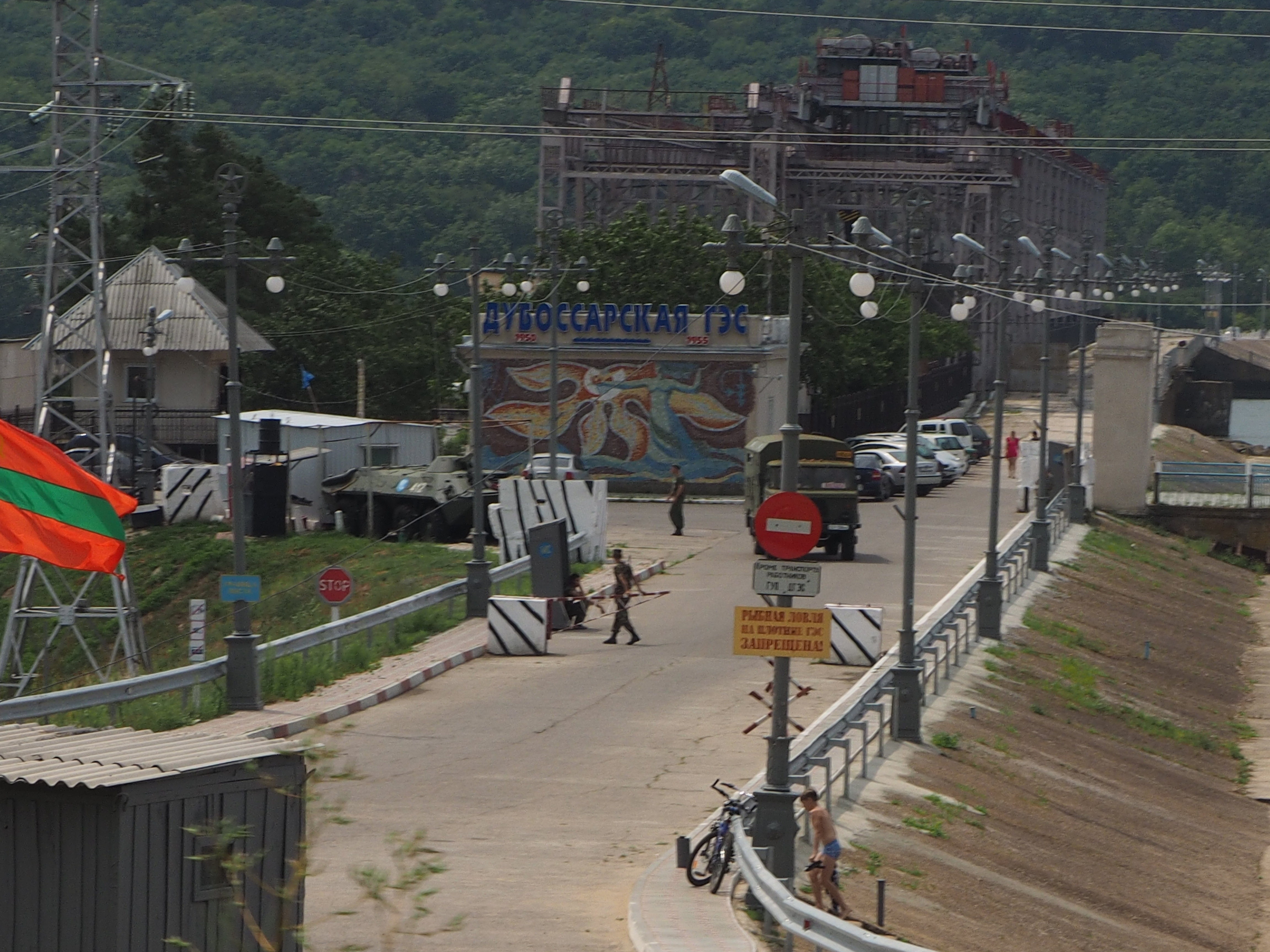
杜伯萨里的俄联邦军队“联合控制委员会”
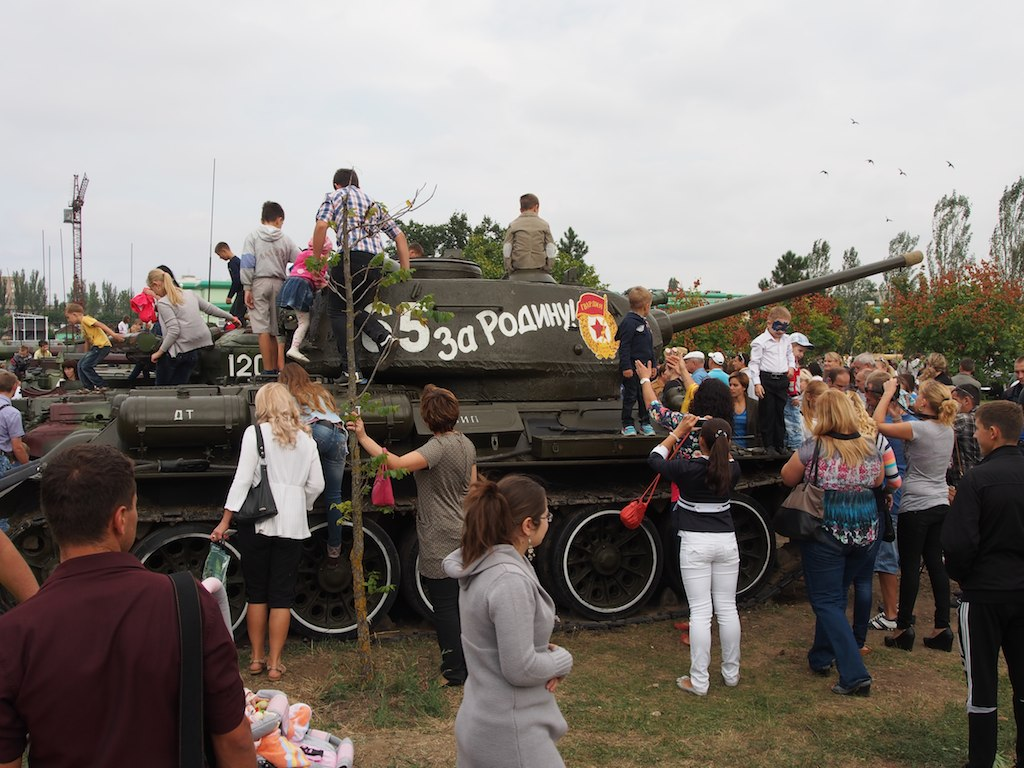
蒂拉斯波尔最著名的前苏联T-34坦克
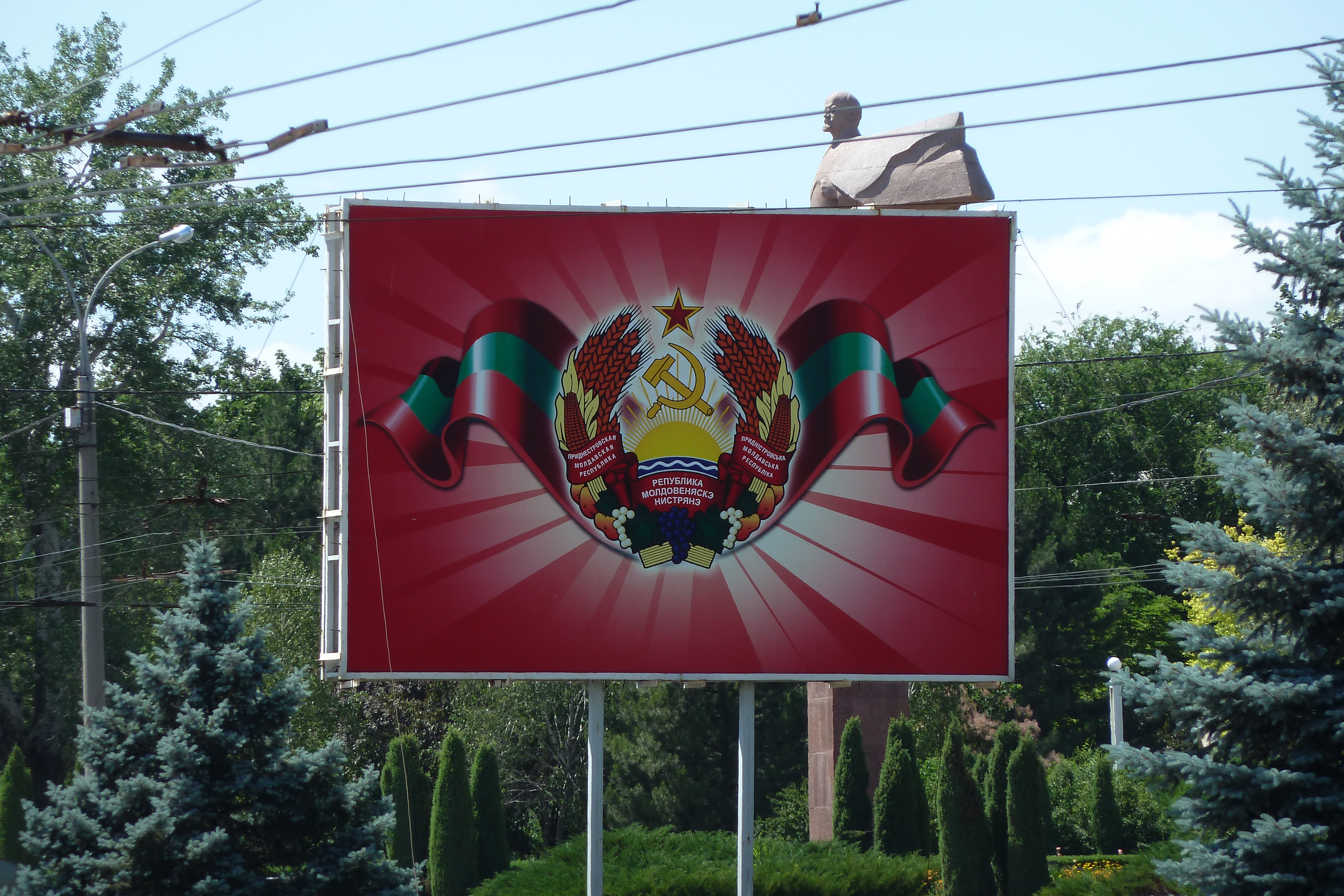
德涅斯特广场的徽章广告
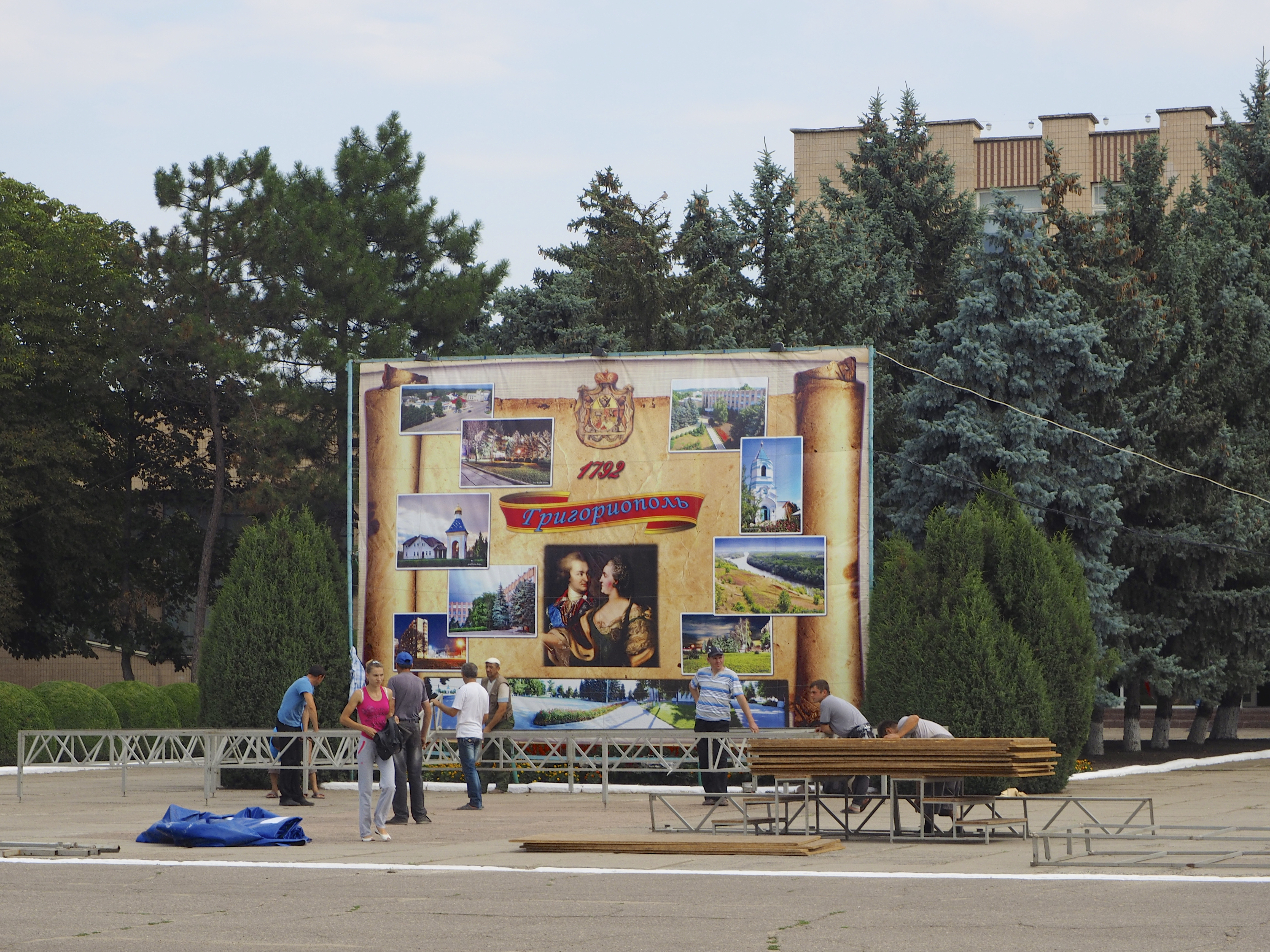
格里戈里奥波尔，德涅斯特
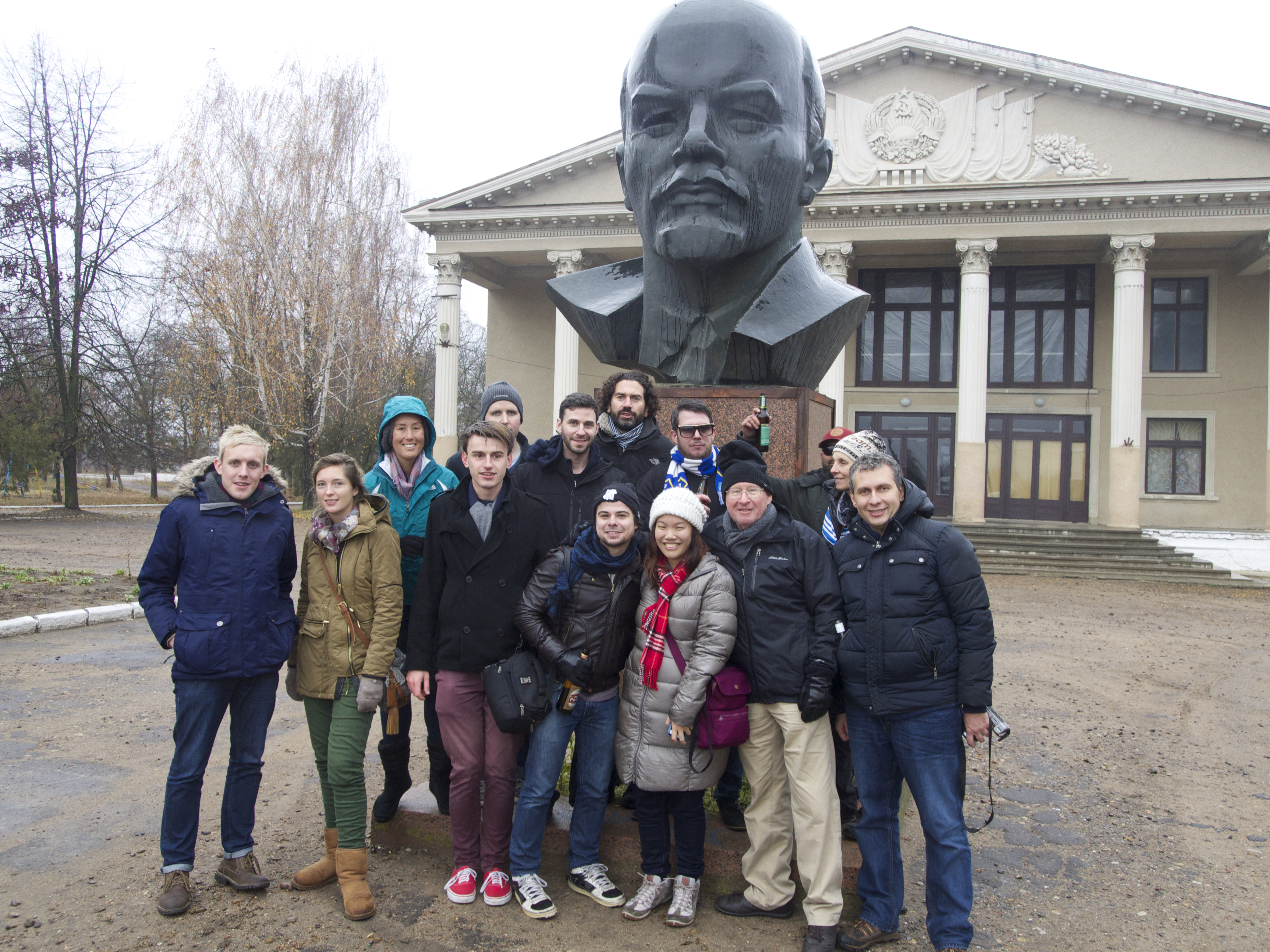
德涅斯特河沿岸的列宁雕像

## 備註
1. ↑    - 摩爾多瓦語：
  - 羅馬尼亞語：
  - 俄語：，羅馬化：Pridnestrovskaya Moldavskaya Respublika
  - 烏克蘭語：，羅馬化：Prydnistrovska Moldavska Respublika